# Level 9
Level 9 war ein englisches Entwicklerstudio von Computerspielen, das einige der erfolgreichsten Textadventures für Heimcomputer der 1980er-Jahre publiziert hat.

## Geschichte
Das Unternehmen wurde im Jahre 1981 von den Brüdern Peter, Michael und Nicholas Austin gegründet, die in allen Publikationen nur ihre Rufnamen Pete, Mike und Nick angaben. Peter Austin hatte zu diesem Zeitpunkt ein Studium der Psychologie und Informatik abgeschlossen und arbeitete hauptberuflich als Programmierer für PerkinElmer; seine Brüder studierten Ingenieurwissenschaften (Mike) bzw. Informatik (Nick). Während Peters Tätigkeit für PerkinElmer begannen die drei Brüder bereits, Computerspiele für Nascom-Computer zu entwickeln und unter dem Namen „Level 9“ zu vermarkten, zunächst allerdings nur Arcade-Titel. Nachdem die Firma erste Erfolge zu verzeichnen hatte, stiegen die Schwester Margaret als Marketingdirektorin und der Vater John als Geschäftsführer ein. Peter Austin entdeckte auf einem Firmenrechner von PerkinElmer das Spiel Adventure. Seine Begeisterung für das Spiel übertrug sich auf seine Brüder, und Mike Austin entwarf die plattformunabhängige Programmiersprache A-Code für die Entwicklung von Textadventures für Heimcomputer mit geringem Speicher. Für die zahlreichen damals auf dem Markt befindlichen Heimcomputer musste so nur einmalig ein individuelles Abspielprogramm programmiert werden; anschließend war jedes in A-Code programmierte Spiel auf jedem System lauffähig, für das ein solches Abspielprogramm existierte. Dies ermöglichte Level 9, selbstproduzierte Spiele in kurzer Zeit für eine Vielzahl von Systemen zu veröffentlichen. Die Firma produzierte so ca. 30 Spiele für die Heimcomputer BBC Micro, Commodore 64, Nascom, Oric Atmos, ZX Spectrum, Atari Lynx 48k, RML 380Z, Amstrad CPC, MSX, Apple II und Enterprise.
Hauptautor der Spiele war Firmenmitgründer Pete Austin. Seine Inspiration zog er aus den Rollenspielsystemen Dungeons & Dragons und dem von Muhammad Abd-Al-Rahman Barker entwickelten Empire of the Petal Throne. 1991 sah sich das Unternehmen durch den schrumpfenden Markt gezwungen zu schließen.

## Spieleübersicht
- Fantasy, Missile Defence, Bomber, Space Invasion – vier Spiele für den Nascom-Computer
- Colossal Adventure (1983) – eine erweiterte Adaption des ursprünglichen Adventure
- Adventure Quest (1983)
- Dungeon Adventure (1983)
- Snowball (1983)
- Lords of Time (1983)
- Return to Eden (1984)
- The Saga of Erik the Viking (1984)
- Emerald Isle (1985)
- Red Moon (1985)
- The Worm in Paradise (1985)
- The Secret Diary of Adrian Mole Aged 13 and 3/4 (Virgin) (1985)
- The Archers (1985)
- The Price of Magik (1986)
- Jewels of Darkness Trilogy
- Silicon Dreams Trilogy
- Knight Orc (1987)
- Gnome Ranger (1987)
- The Growing Pains of Adrian Mole (Virgin) (1987)
- Time and Magik Trilogy (1988)
- Lancelot (1988)
- Ingrid’s Back (1988)
- Scapeghost (1989)
- Champion of the Raj (1991)